# گور ماریال
گور ماریال (انگلیسی: Guor Marial؛ زادهٔ ۱۵ آوریل ۱۹۸۴) دونده ماراتن اهل سودان جنوبی-آمریکا است.
وی در بازی‌های المپیک تابستانی ۲۰۱۲ زیر پرچم المپیک در مسابقات شرکت کرد اما در بازی‌های المپیک تابستانی ۲۰۱۶ به‌عنوان نماینده کشور سودان جنوبی به رقابت پرداخت.